# Tzur Shalem
Tzur Shalem,  est un avant-poste israélien, implanté en Cisjordanie. Administrativement, il fait partie du conseil régional de Goush Etzion, dans le district de Judée et Samarie et rattaché à la colonie Karmei Tzur (en), distant d'une centaine de mètres. L'avant-poste est fondé en mars 2001.

## Situation juridique
En application de la IVe Convention de Genève dans les Territoires palestiniens, la communauté internationale, considère comme illégales, les colonies israéliennes de Cisjordanie, au regard du droit international mais le gouvernement israélien conteste ce point de vue.

## Source de la traduction
- (en) Cet article est partiellement ou en totalité issu de l’article de Wikipédia en anglais intitulé « Tzur Shalem » (voir la liste des auteurs).